# La voz de Hind Rajab
La voz de Hind Rajab (título original en inglés: The Voice of Hind Rajab) es un largometraje de 2025 dirigido por la directora tunecina Kaouther Ben Hania. El drama se centra en el asesinato de Hind Rajab, una niña palestina de 6 años, que murió por disparos de las Fuerzas de Defensa de Israel (FDI) el 29 de enero de 2024 durante la guerra de Gaza.
La producción franco-tunecina se estrenará en el Festival Internacional de Cine de Venecia a principios de septiembre de 2025, donde está nominada al León de Oro.

## Antecedentes
El 29 de enero de 2024, Hind Rajab, una niña palestina de seis años, huyó de la ciudad de Gaza con su tío, tía y sus tres primos en un coche. El vehículo fue atacado por un tanque israelí, y solo la niña sobrevivió. Durante horas, Hind permaneció sentada en el vehículo averiado y mantuvo contacto telefónico con el personal de la Media Luna Roja Palestina, que intentó calmar a la asustada niña. Los paramédicos se dispusieron a rescatar a Rajab y enviaron una ambulancia que también fue atacada por el ejército israelí. Tras la retirada de las tropas, el 10 de febrero de 2024 se encontraron los cuerpos de Rajab, de sus familiares y de los paramédicos asesinados por las fuerzas armadas israelíes. El incidente recibió una amplia cobertura mediática mundial y desencadenó protestas contra las acciones de Israel en la guerra de Gaza.
La directora Kaouther Ben Hania dijo que reconstruyó el ataque basándose en las grabaciones telefónicas originales entre Hind Rajab, los trabajadores humanitarios palestinos, el tío de Hind que vive en Alemania y su madre, que estaba cerca de la escena del ataque.

## Desarrollo

### Inspiración y guion
La Voz de Hind Rajab es el séptimo largometraje de Kaouther Ben Hania. La directora tunecina se encontraba en una gira de prensa en Los Ángeles para promocionar su película nominada al Oscar, Las Hijas de Olfa (2023), cuando se enteró del asesinato de Hind Rajab a través de los medios de comunicación. Escuchó las grabaciones de audio, disponibles públicamente, en las que la niña aterrorizada suplicaba por su vida a los trabajadores humanitarios. Ben Hania quedó conmocionada y no pudo continuar su viaje. Contactó con la Media Luna Roja Palestina, que le proporcionó una grabación de 70 minutos de la llamada telefónica. Ben Hania decidió entonces filmar el evento, a pesar de que estaba a punto de comenzar la preproducción de otro proyecto cinematográfico que llevaba varios años en desarrollo.
Como preparación para rodar la película, Ben Hania mantuvo largas conversaciones con la madre de Rajab y con personas con las que la niña había contactado por teléfono poco antes de su muerte y que habían intentado ayudarla. Trabajar en el guion fue muy exigente para la cineasta. Desarrolló un guion basado en las declaraciones de testigos que recibió y utilizando la voz original de Rajab de las llamadas telefónicas grabadas que la niña había hecho antes de morir. La película se ambienta exclusivamente en una única ubicación y evita las representaciones explícitas de violencia. Esta violencia solo es audible para el espectador a través de la banda sonora. Esta fue una decisión consciente de Ben Hania, ya que las personas se enfrentan a una multitud de imágenes violentas a diario. «Quería centrarme en lo invisible: la espera, el miedo, el insoportable sonido del silencio cuando no llega ayuda. A veces lo que no se ve es más devastador que lo que se ve». La directora también afirmó que no podía aceptar un mundo «en el que una niña pide ayuda a gritos y nadie acude». El dolor y el fracaso que rodearon este suceso nos pertenecen a todos. No se trata solo de Gaza; el destino de Hind Rajab refleja «un dolor universal», declaró Ben Hania en una entrevista publicada en Deadline. La ficción («sobre todo cuando se basa en hechos reales, dolorosos y verificados») es, en su opinión, «la herramienta más poderosa del cine. Es más poderosa que el ruido de las noticias o el olvido del desplazamiento. El cine puede preservar la memoria. El cine puede resistir la amnesia».

### Reparto y producción
Amer Hlehel, Clara Khoury, Motaz Malhees y Saja Kilani fueron elegidos para los papeles principales. El rodaje se realizó en secreto en Túnez. El director de fotografía fue el portugués Juan C. Sarmiento Grisales.
La película fue producida por Nadim Cheikhrouha, Odessa Rae y James Wilson y contó con el apoyo de la compañía británica Film4 Productions. La directora enfatizó que el proyecto cinematográfico tenía algo electrizante, inmediato y vibrante. Se completó en tan solo doce meses, convirtiéndose en su película más rápida hasta la fecha.

## Estreno
La película se estrenara el 3 de septiembre de 2025, en el 82.º Festival Internacional de Cine de Venecia. Donde el filme está nominado al León de Oro en la categoría de mejor película.